# اولیویر توماس
اولیویر توماس (انگلیسی: Olivier Thomas؛ زادهٔ ۶ اکتبر ۱۹۷۴) بازیکن فوتبال سابق اهل فرانسه است.
از باشگاه‌هایی که در آن بازی کرده‌است می‌توان به باشگاه فوتبال نانسی، باشگاه فوتبال سوشو، باشگاه فوتبال لو مان، باشگاه فوتبال نانت، باشگاه فوتبال تروا، و باشگاه فوتبال آژاکسیو اشاره کرد.